# Едмунд Фелпс
Едмунд Фелпс (англ. Edmund S. Phelps; 26 липня 1933, Еванстон, Іллінойс, США) — американський економіст, лауреат Нобелівської премії з економіки 2006 року за «аналіз міжчасового обміну в макроекономічній політиці».
Бакалавр (1955) Емгерстського коледжу; доктор філософії (1959) Єльського університету. Викладав в Єлі (1958—1966), Пенсільванському (1966—1971) і Колумбійському університетах (з 1971). Президент Міжнародного атлантичного економічного суспільства (1983—1984). Входить до списку «ста великих економістів після Кейнса» за версією М. Блауга.
Член Національної академії наук США (1982), іноземний член Російської академії наук (2011).
Фелпс — автор понад 80 наукових статей, а також більш ніж 90 інших економічних документів, звітів, доповідей. Автор ряду книг з мікро-та макроекономіки. Автор підручника «Політична економія». При цьому Фелпс не має у власності ні будинку, ні автомобіля. Одружений.

## Економічні погляди
За своїми економічними поглядами Фелпс — неокейнсіанець. У 1968 році Фелпс описав рівноважний стан ринку праці. У його моделі зарплата відіграє стимулюючу роль, і її достатньо, щоб наймати нових людей. Водночас, з стимулюючого характеру оплати слідує лімітування обсягу праці, що породжує вимушене безробіття. У 1969 році в одній зі своїх робіт Фелпс представив економіку як архіпелаг. На кожному з островів цього архіпелагу робочі вирішують, чи прийняти їм місцеву заробітну плату або ж переселитися на інший острів. При цьому пошук кращої оплати займає деякий час і породжує добровільне безробіття. Головним об'єктом досліджень Фелпса був потенціал нерівноважних станів ринку і їх вплив на економіку.

## Праці
- «Золоті правила економічного зростання» (Golden Rules of Economic Growth, 1966);
- «Мікроекономічні основи зайнятості та теорії інфляції» (Microeconomic Foundations of Employment and Inflation Theory, 1970);
- «Статистична теорія расизму і сексизму» (The Statistical Theory of Racism and Sexism, 1972);
- «Дослідження в області мікроекономічної теорії» в 2-х тт. (Studies in Microeconomic Theory, 1979-80);
- «Політична економія: вступний текст» (Political Economy: An Introductory Text, 1985);
- «Сім шкіл макроекономічної думки» (Seven Schools of Macroeconomic Thought, 1990)